# 方块七号列车
方块七号（義大利語：Settebello），又译作美丽七号或塞特贝洛号，是曾运行于意大利首都罗马至该国北部城市米兰间一班著名列车所使用的名称，由意大利国家铁路在1953年使用特别为之制造的ETR300型电联车开行，并在头尾两端设有观景隔间。在运营初期，它被誉为“设立了意大利前所未有的高速及豪华列车标准，并可与其他任何欧洲铁路列车相媲美”。方块七号曾先后被纳入快速列车及全欧快车类别，直至1984年撤出服务。

## 历史
方块七号是在1953年首次开行，于米兰－罗马间提供高速豪华列车服务。其名称直译为“美丽七”（或可更为松散的译作“幸运七”），源自意大利一款颇受欢迎的纸牌游戏斯库波内，其中标记为七个方块的牌面为最高值。由9张纸牌及1张明显大于其它的方块七纸牌所组成的图案则被喷涂于列车车厢的外侧。
在方块七号的整个运营生涯中，都使用ETR300型电联车担当本务，因此这款电联车又被称为“方块七型”，因为它是专门用作方块七号运营的。ETR300型电联车的特点是其头尾的圆润造型及乘客观景隔间，并在最前端及最后端设有观景座席。驾驶舱则设于观景隔间后上方的一个凸起的区域内，这种设计有别于意大利当时的其它所有列车以及高速列车。搭乘方块七号需要提前订位，但观景隔间的座位是不予预留的，它允许列车上的任何乘客使用。

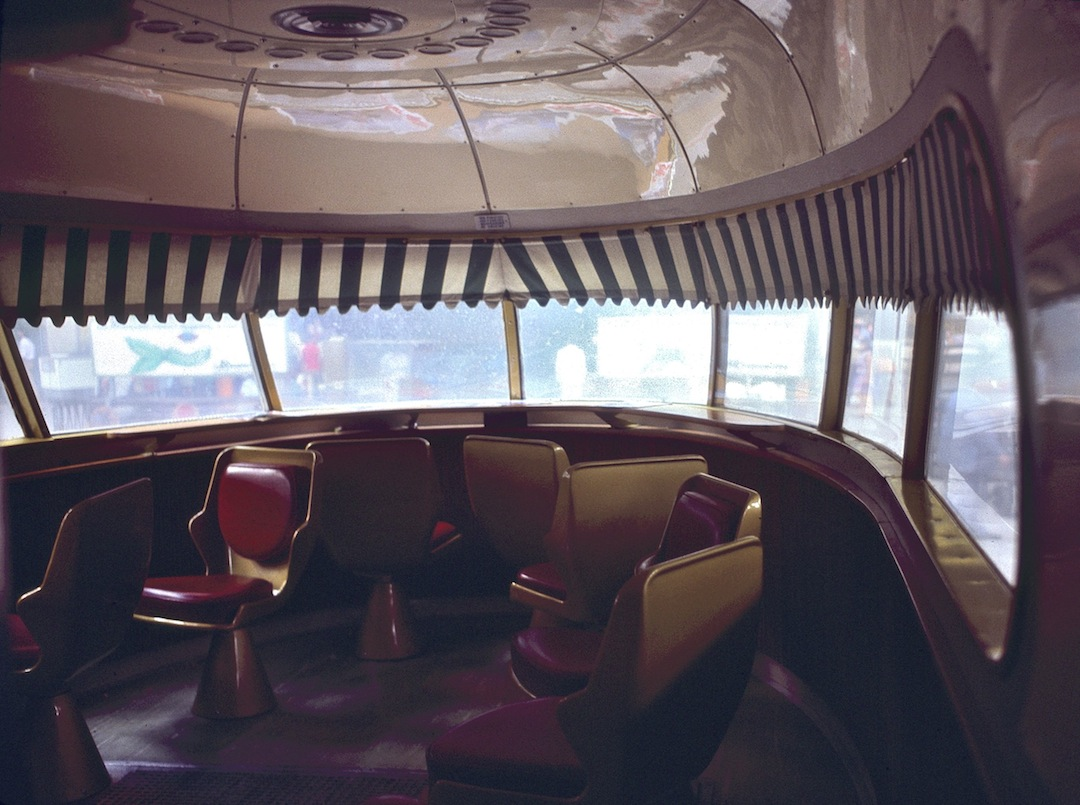
方块七号的车头观景隔间内部

方块七号最初被纳入意大利国家铁路的快速列车（Rapido）类别，并从一开始就搭载全一等车厢运营。它的全部7节编组均配备空调，其中的餐车由国际卧铺车公司（简称）经营。除了常规的一等车厢车资外，乘客搭乘豪华列车方块七号还需要支付一笔额外的附加费，或称补充车资。补充车资的单独收费几乎与一等车厢的车资相等，但乘客得到的服务“可与五星级酒店相媲美”，其所提供的设施也是当时日间列车中极罕见的。这些设施包括可令乘客“打电话至意大利的任何地方”的办公室，以及在洗手间内装配的淋浴设备。
列车在1974年5月26日升级至全欧快车（TEE）类别，成为运营于米兰－罗马线路的三班全欧快车之一。其中方块七号双向提供早班服务，南行使用车次为TEE69次，北行使用车次为TEE68次。而在全欧快车之前，方块七号一直是提供晚班或中班服务，在米兰及罗马的发车时间分别为下午5:45分及上午10:30分；在升级为全欧快车后，这一时段的服务则由另一班全欧快车安波罗修号接管，该班次设计也与法国本土的全欧快车卡比托勒号类似。
| 69次 | 69次  | 停靠站   | 68次  | 68次 |
| 里程 | 时刻  | 停靠站   | 时刻  | 里程 |
| ---- | ----- | -------- | ----- | ---- |
| 0    | 07:50 | 米兰     | 13:40 | 630  |
| 218  | 09:37 | 博洛尼亚 |       | 412  |
| 314  | 10:44 | 佛罗伦萨 |       | 316  |
| 630  | 13:25 | 罗马     | 07:55 | 0    |

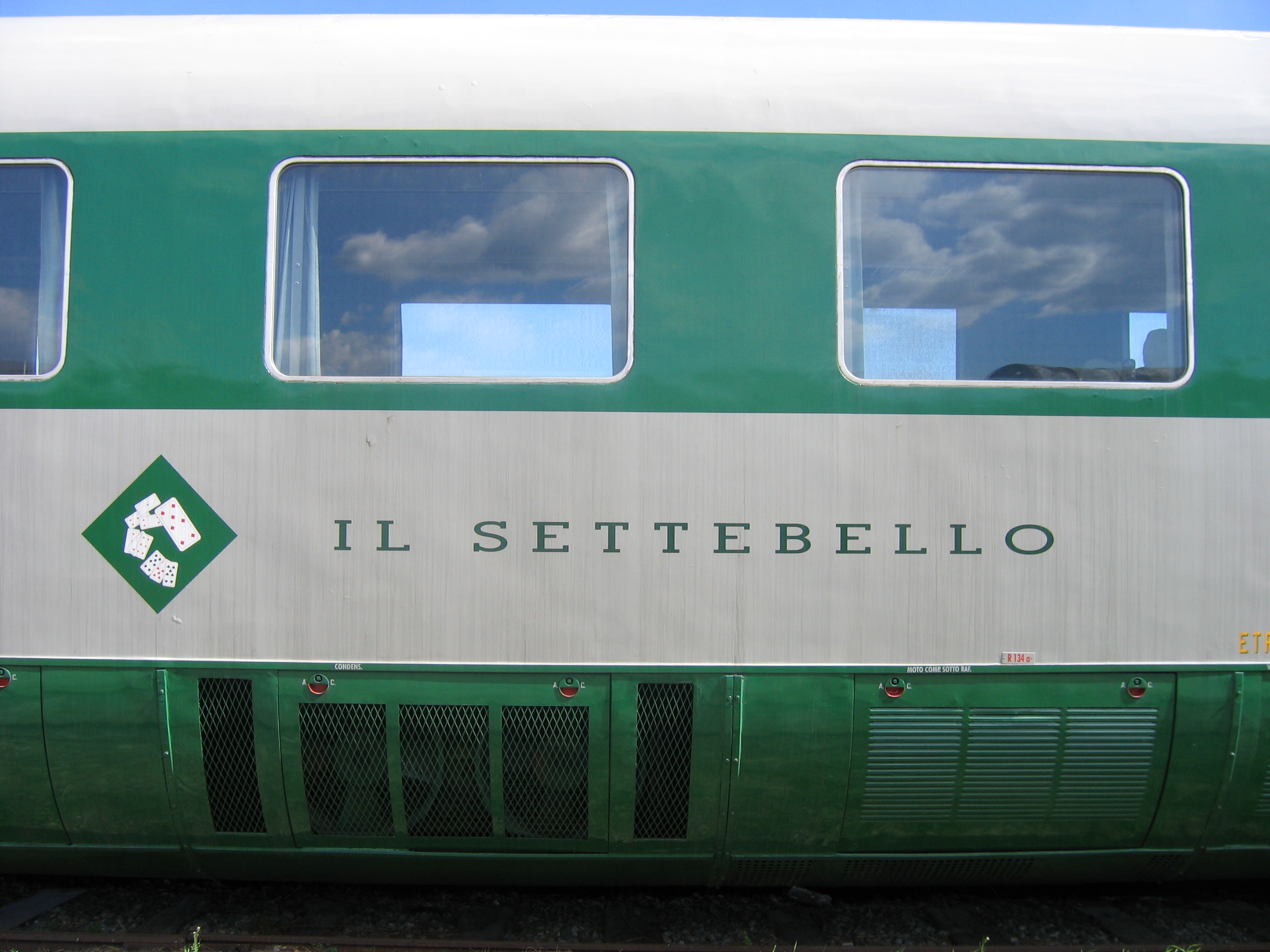
方块七号的名称及纸牌游戏图案印于车厢外侧

方块七号沿途的景观包括博洛尼亚－佛罗伦萨区间的亚平宁走廊周边18.4公里长的山景。自1984年6月3日起，列车不再使用ETR300型电联车担当本务，其名称也被更改为科洛西姆号，方块七号就此成为历史。

## 速度及时间
1963年，方块七号在米兰及罗马间的全程运行时间为6小时。至1974年，当列车升级为全欧快车类别后，双向的运行时间仅需5小时45分；而到了1977年运行时间又进一步缩减10分钟。
在1964年以前，方块七号正常运行的最高时速为150km/h，尽管列车的最高限速为160km/h。平均运行速度最快的路段是在米兰－博洛尼亚区间，平均每小时达到130公里。而在1978年，列车全程包括停站在内的平均速度为113.9km/h。在1970年代中期进行的线路改造完成后，允许方块七号的正常运行最高时速提升至160km/h。

## 脚註
1. ↑  Cook 1976，第73頁.
2. 1 2  Cook 1981，第69頁.
3. 1 2 3 4 5 6 7  Nock 1978，第118-119頁.
4. 1 2 3  Cook 1963，第209-211頁.
5. 1 2 3  Cook 1974，第76頁.
6. 1 2 3  Cook 1967，第69頁.
7. 1 2  Cook 1974，第465頁.
8. ↑  Cook 1984，第64頁.
9. ↑  Cook 1977，第70頁.